# Чешински окръг
Чешински окръг (на полски: Powiat cieszyński) е окръг в Южна Полша, Силезко войводство. Заема площ от 730,029 км2. Административен център е град Чешин.

## География
Окръгът се намира в историческата област Чешинска Силезия, която е част от Горна Силезия. Разположен е в южната част на войводството край границата с Чехия.

## Население
Населението на окръга възлиза на 176 587 души(2012 г.). Гъстотата е 242 души/км2.

## Аминистративно деление
Административно окръгът е разделен на 12 общини (гмини).
Градски общини:
- Чешин
- Устрон
- Висла

Градско-Селски общини:
- Община Скочов
- Община Струмен

Селски общини:
- Община Брена
- Община Хибе
- Община Дембовец
- Община Голешов
- Община Хажлах
- Община Истебна
- Община Зебжидовице

## Фотогалерия
- Чешин
- Устрон
- Висла
- Скочов
- Струмен